# Kartarpur (Inde)
Pour les articles homonymes, voir Kartarpur.
31° 26′ N, 75° 30′ E

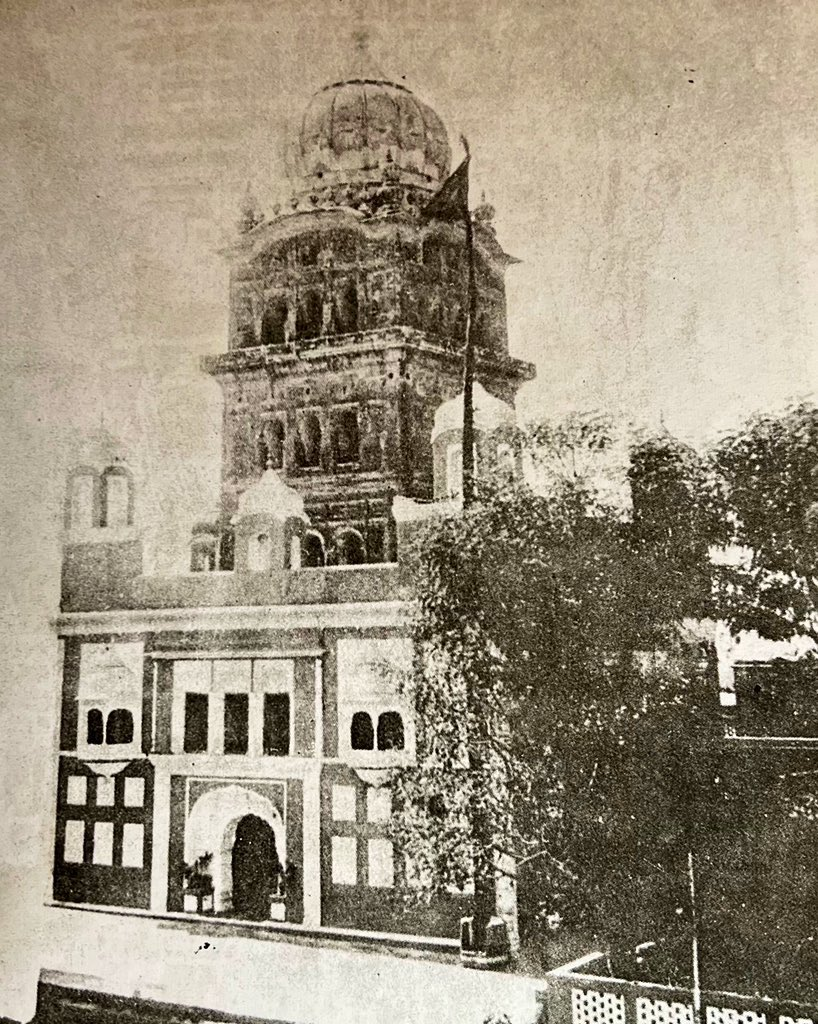
Le temple sikh (gurdwara) Tham Sahib situé à Kartarpur

Kartarpur est une ville fondée en 1596 par Guru Arjan, le cinquième gourou sikh. Elle se situe au Penjab en Inde, près de Jalandhar. Une copie originale de l'Adi Granth, le Livre saint des sikhs, s'y trouve dans le gurdwara nommé Shish Mahal temple dont le nom signifie littéralement: le palace aux miroirs. L'endroit servait originellement de résidence à Guru Arjan et Guru Hargobind. Aujourd'hui de nombreux gurdwaras rayonnent dans Kartarpur comme le gurdwara Thammji Sahib ou le gurdwara Gangsar Patshahi Panjvin.